# Gianluca Arrighi
Gianluca Arrighi (Roma, 3 d'octubre de 1972) és un escriptor italià graduat en dret penal. Després d'algunes publicacions tècniques va debutar en la ficció amb Crimina romana. Durant el 2010 i 2011 va escriure una sèrie d'històries de sèrie negra per a diverses revistes i publicacions. Al febrer de 2012 va publicar la seva segona novel·la, Vincolo di sangue, basada en el judici de Rosalía Quartararo, un cas de femicidi que es va produir a l'estiu de 1993. El 2012, Mediaset, la major emissora comercial al país, va qualificar-lo com un dels vuit millors escriptors italians sobre el crim. El març de 2014 va publicar la seva tercera novel·la, L'inganno della memoria, en la qual Arrighi dona vida al personatge literari d'Elia Preziosi, enigmàtic i distant magistrat de Roma. Aquest va ser el thriller més venut del 2014.
L'abril de 2017 va publicar la novel·la, Il confine dell'ombra,
El professor Juan Peréz Andrés, llicenciat en filologia anglesa i italiana per la Universitat de València i professor de llengua castellana i Literatura, en la seva obra Geografia del delicte. El giallo i el noir italià a Espanya defineix l'escriptor Gianluca Arrighi com un dels més importants autors italians de thriller legal. Al març del 2015, un any després la publicació de L'inganno della memoria, Arrighi va ser perseguit i intimidat per part d'un assetjador, que va ser posteriorment identificat per la policia i condemnat per un tribunal de Roma. L'home, un aspirant a escriptor, va confessar als investigadors que havia perseguit Arrighi per tenir enveja del seu èxit.
Els contes i les novel·les de Arrighi es desenvolupen gairebé tots a Roma, i l'autor és considerat un mestre del suspens.
Nel februero de 2018 va publicar la novel·la, Oltre ogni verità.

## Obres
Novel·les policíaques
- Crimina romana, Rome, Gaffi, 2009 ISBN 978-88-6165-049-7
- Vincolo di sangue, Milan, Baldini Castoldi Dalai Editore, 2012 ISBN 978-88-6620-367-4
- L'inganno della memoria, Milan, Anordest, 2014 ISBN 978-88-98651-18-4
- Il confine dell'ombra, Nàpols, CentoAutori, 2017 ISBN 978-88-68721-16-9

Contes
- La malga, 2010
- Lo scassinatore, 2010
- Il vestito rosso, 2010
- Una morte e una calibro 38. La morte arriva in autunno, 2010
- Correvo disperata per sfuggire alla madre di tutte le paure, 2010
- Roxanne, 2011
- La vicina di casa, 2011
- Il desiderio di Letizia, 2011
- Un brusco risveglio, 2011
- La linea di confine, 2011